# Claude-Laurent Bourgeois de Jessaint
Pour les articles homonymes, voir Jessaint.
Claude-Laurent Bourgeois de Jessaint, né le 26 avril 1764 à Jessains et mort le 8 janvier 1853 à Trannes, est un aristocrate et haut-fonctionnaire français. Né dans une famille noble, il est condisciple de Napoléon à l’École de Brienne. Soutien de la Révolution française, de Jessaint devient maire de Bar-sur-Aube en 1789, puis il perd cette fonction et son titre de noblesse en 1797. Il est nommé préfet de la Marne par Napoléon en 1800. Il garde cette fonction jusqu’en 1838, lorsqu’il demande à prendre sa retraite. Sa longévité au poste de préfet lui fait exercer sous plusieurs régimes et il reçoit de nombreux honneurs au cours de sa vie, notamment les titres de Chevalier puis Baron de l'Empire, et vicomte sous la Restauration.

## Biographie

### Origines
Claude-Laurent Bourgeois de Jessaint naît dans une famille aristocratique à Jessains, dans l’Aube, le 26 avril 1764,. Il est le fils de Claude Bourgeois, seigneur de Jessaint et Jeanne Barbe de Cresset, et filleul d'Anne de Creux et Laurent de Renesson, capitaine aux grenadiers royaux d'Argentery et chevalier de l'ordre royal et militaire de Saint-Louis. Claude-Laurent est condisciple de Napoléon à l’École de Brienne et montre son soutien à la Révolution française. Il devient maire de Bar-sur-Aube en 1789, mais perd cette fonction le 18 Fructidor an V (4 septembre 1797), à cause de ses origines nobles,. Il perd aussi son titre de noblesse et se fait appeler citoyen Jessaint-Bourgeois.

### Préfet de la Marne
En l’an VIII (1800), le Premier consul Napoléon crée le titre de préfet. De Jessaint est nommé préfet de la Marne la même année, entre le 20 Ventôse (11 mars) et le 24 Germinal (14 avril). Il garde cette fonction de façon ininterrompue jusqu’en 1838, traversant le Premier Empire, la Restauration et la Monarchie de Juillet,. Après la révolution de Juillet, seuls 7 préfets ayant exercé avant 1830 gardent leurs fonctions, dont de Jessaint. Il est aussi celui qui exerce depuis le plus longtemps, le deuxième étant Jean-Baptiste Sylvère Gaye de Martignac.
De Jessaint est le préfet à avoir exercé le plus longtemps, pendant 38 ans. Le deuxième est le préfet de Savoie de 1883 à 1905 (22 ans), Lefebvre du Grosriez. De Jessaint demande à prendre sa retraite en 1838, et meurt au Château de Beaulieu, à Trannes.

### Famille
Il épouse le 20 novembre 1782 Catherine Louise Ganeau; de cette union naissent deux enfants;
- Anne Louise Bourgeois de Jessaint, (17/11/1783 - 24/3/1860), épouse le 20 février 1805 Henry Bourlon, maire de Trannes.
- Adrien-Sébastien de Jessaint, (18/12/1788 - 23/3/1850), est préfet sous la Monarchie de Juillet.

## Honneurs et hommages
De Jessaint est fait Chevalier de la Légion d’honneur le 25 Prairial an XII (14 juin 1804),, Chevalier de l'Empire le 16 septembre 1808 puis Baron le 19 décembre 1809, sous le nom de Baron de Jessaint,. Il devient Officier de la Légion d’honneur en 1814, Commandeur en 1815 puis Grand officier en 1825,. Il devient vicomte le 6 juillet 1826, sous la Seconde Restauration, puis entre à la Chambre des pairs le 10 novembre 1838, sous la Monarchie de Juillet,. Mais il perd ses titres de noblesse en 1848, lors de la Seconde République. Il est aussi chevalier de deuxième classe de l'Ordre de Sainte-Anne[réf. nécessaire].
À Châlons-en-Champagne, son nom a été donné au Pont de Jessaint.

## Armoiries
| Figure | Blasonnement |
|        | Armes du Chevalier Claude-Laurent Bourgeois de Jessaint et de l'Empire Tiercé en fasce : au I, d'azur, à la bande d'argent, adextrée d'une étoile d'or et senestrée d'une anille du même ; au II, d'or, au lion de gueules ; au III, de gueules à l'insigne des Chevaliers légionnaires.                                               |
|        | Armes du baron Claude-Laurent Bourgeois de Jessaint et de l'Empire Tiercé en fasce : au I, d'azur, à la bande d'argent, accompagné en chef d'une anille d'or et en pointe d'une étoile du même ; au II, d'or, au lion de gueules ; au III, de gueules à l'insigne des Chevaliers légionnaires ; au canton des Barons Préfets brochant. |